# Giancarlo
Giancarlo ist ein italienischer männlicher Vorname, entstanden aus der Verbindung von Gianni und Carlo.

## Bekannte Namensträger

### A
- Giancarlo Adami (* 1982), italienischer Skispringer
- Giancarlo Romani Adami (* 1933), italienischer Filmschaffender und Maler
- Giancarlo Andenna (* 1942), italienischer Mittelalterhistoriker und Hochschullehrer
- Giancarlo Andretta (* 1962), italienischer Dirigent und Komponist
- Giancarlo Antognoni (* 1954), italienischer Fußballspieler
- Giancarlo Antonelli (1611–1694), römisch-katholischer Bischof von Ferentino
- Giancarlo Antonelli (1690–1768), römisch-katholischer Weihbischof in Velletri
- Giancarlo Aragona (* 1942), italienischer Diplomat und OSZE-Generalsekretär
- Giancarlo Artioli (1928–1987), italienischer Unternehmer
- Giancarlo Astrua (1927–2010), italienischer Radrennfahrer

### B
- Giancarlo Badessi (1928–2011), italienischer Schauspieler
- Giancarlo Baghetti (1934–1995), italienischer Formel-1-Rennfahrer
- Giancarlo Bastianoni (* 1940), italienischer Akrobat und Stuntman
- Giancarlo Bellini (* 1945), italienischer Straßenrennradprofi
- Giancarlo Bercellino (* 1941), italienischer Fußballspieler
- Giancarlo Bergamelli (* 1974), italienischer Skirennläufer
- Giancarlo Bergamini (1926–2020), italienischer Florettfechter
- Giancarlo Biagini, britischer Mikrobiologe
- Giancarlo Bigazzi (1940–2012), italienischer Liedkomponist und -autor
- Giancarlo Bolognini (1938–2019), italienischer Politiker
- Giancarlo Maria Bregantini (* 1948), römisch-katholischer Erzbischof von Campobasso-Boiano
- Giancarlo Brusati (1910–2001), italienischer Fechtsportler und Sportfunktionär

### C
- Giancarlo Camolese (* 1961), italienischer Fußballspieler und -trainer
- Giancarlo Cappelli (1912–1982), italienischer Filmeditor und Filmproduzent
- Giancarlo Casale, US-amerikanischer Historiker
- Giancarlo Chanton (* 2002), Schweizer Eishockeyspieler
- Giancarlo Cobelli (1929–2012), italienischer Schauspieler und Filmregisseur
- Giancarlo Collet (* 1945), Schweizer römisch-katholischer Theologe
- Giancarlo Judica Cordiglia (* 1971), italienischer Schauspieler und Synchronsprecher
- Giancarlo Cornaggia Medici (1904–1970), italienischer Degenfechter
- Giancarlo Corradini (* 1961), italienischer Fußballspieler und -trainer
- Giancarlo Corsetti (* 1960), italienischer Nationalökonom
- Giancarlo Crosta (1934–2024), italienischer Ruderer

### D
- Giancarlo De Carlo (1919–2005), italienischer Architekt
- Giancarlo De Cataldo (* 1956), italienischer Richter und Autor von Kriminalromanen
- Giancarlo De Sisti (* 1943), italienischer Fußballspieler und -trainer
- Giancarlo Del Monaco (* 1943), italienischer Opernregisseur
- Giancarlo Durisch (1935–2013), Schweizer Architekt

### E
- Giancarlo Esposito (* 1958), US-amerikanischer Schauspieler

### F
- Giancarlo Falappa (* 1964), italienischer Motorradrennfahrer
- Giancarlo Ferrando (1939–2020), italienischer Kameramann
- Giancarlo Ferrari (* 1942), italienischer Bogenschütze
- Giancarlo Ferretti (* 1941), italienischer Radrennfahrer
- Giancarlo Fisichella (* 1973), italienischer Automobilrennfahrer und Rennsportunternehmer

### G
- Giancarlo Galan (* 1956), italienischer Politiker
- Giancarlo Ghirardi, auch Gian Carlo, (1935–2018), italienischer Physiker und Hochschullehrer
- Giancarlo Ghironzi (1932–2020), san-marinesischer Politiker und Staatsoberhaupt (1961/1969–1970)
- Giancarlo Giannini (* 1942), italienischer Schauspieler
- Giancarlo Giorgetti (* 1966), italienischer Politiker
- Giancarlo Gloder (* 1945), italienischer Eisschnellläufer
- Giancarlo González (* 1988), costa-ricanischer Fußballspieler
- Giancarlo Guerrini (1939–2025), italienischer Wasserballspieler

### L
- Giancarlo Locatelli (* 1961), italienischer Jazzmusiker

### M
- Giancarlo Maldonado (* 1982), venezolanischer Fußballspieler
- Giancarlo Marocchi (* 1965), italienischer Fußballspieler
- Giancarlo Maroni (1893–1952), italienischer Architekt
- Giancarlo Martini (1947–2013), italienischer Rennfahrer und Unternehmer
- Giancarlo Mazzacurati (1936–1995), italienischer Romanist, Italianist und Komparatist
- Giancarlo Minardi (* 1947), Gründer des italienischen Formel-1-Teams Minardi

### N
- Giancarlo Nanni (1941–2010), italienischer Theaterregisseur
- Giancarlo Narciso (* 1947), italienischer Schriftsteller
- Giancarlo Nicotra (1944–2013), italienischer Kinderdarsteller, Regisseur und Synchronsprecher

### P
- Giancarlo Perego (* 1960), römisch-katholischer Erzbischof von Ferrara-Comacchio
- Giancarlo Petrazzuolo (* 1980), italienischer Tennisspieler
- Giancarlo Petrini (* 1945), römisch-katholischer Bischof von Camaçari
- Giancarlo Piretti (* 1940), italienischer Möbeldesigner
- Giancarlo Planta (* 1953), italienischer Filmregisseur
- Giancarlo Polidori (* 1943), italienischer Radrennfahrer
- Giancarlo Prete (1942–2001), italienischer Schauspieler

### R
- Giancarlo Raimondi (* 1972), italienischer Radrennfahrer
- Giancarlo Ratti (* 1957), italienischer Schauspieler und Moderator
- Giancarlo Rigamonti (* 20. Jhd.), italienischer Automobilrennfahrer
- Giancarlo Romitelli (* 1936), italienischer Filmregisseur

### S
- Giancarlo Sala (20. Jhd.), italienischer Automobilrennfahrer
- Giancarlo Santi (1939–2021), italienischer Filmregisseur
- Giancarlo Schiaffini (* 1942), italienischer Posaunist und Komponist
- Giancarlo Schirru, italienischer Romanist
- Giancarlo Scottà (* 1953), italienischer Politiker
- Giancarlo Scotti, italienischer Autorennfahrer
- Giancarlo Serenelli (* 1981), venezolanischer Automobilrennfahrer
- Giancarlo Siani (1959–1985), italienischer Journalist
- Giancarlo Stanton (* 1989), US-amerikanischer Baseballspieler
- Giancarlo Stucky (1881–1941), italienischer Unternehmer Schweizer Herkunft

### T
- Giancarlo Trombini (* 1934), italienischer Neurologe, Psychiater und Psychologe

### V
- Giancarlo Vecerrica (* 1940), römisch-katholischer Bischof von Fabriano-Matelica
- Giancarlo Vilarinho (* 1992), brasilianischer Rennfahrer
- Giancarlo Vitali (1926–2011), italienischer Fußballspieler und -trainer

### Z
- Giancarlo Zizola (1936–2011), italienischer Journalist und Publizist
- Giancarlo Zucchetti (* 1930), italienischer Radrennfahrer